# Chrétien Dehaisnes
Chrétien Dehaisnes, né le 29 novembre 1825 à Estaires et mort le 2 mars 1897 à Lille, est un ecclésiastique, professeur, archiviste et historien de l'art. Il est ordonné prêtre en 1853, année où il est également nommé professeur de rhétorique et d'histoire au collège de Saint-jean à Douai. Il est conservateur des Archives municipales de Douai (1863-1871), puis archiviste du département du Nord (1871-1882). En 1882, il participe à la fondation de l'Université catholique de Lille, dont il devient le vice-recteur en 1884.
Grand spécialiste de l’œuvre de Jehan Bellegambe, il est l'auteur de nombreux ouvrages portant principalement sur l'histoire générale de l'art de la Flandre et du Hainaut et sur les peintres flamands des XIVe et XVe siècles.

## Publications
- Histoire de l’art dans la Flandre, l’Artois et le Hainaut avant le XVe siècle, Lille : L. Quarré, 1886. Texte disponible en texte intégral sur LillOnum
- Documents concernant l’Histoire de l’art dans la Flandre, l'Artois et le Hainaut avant le XVe siècle, Lille : Impr. L. Danel, 1886.
  - Première partie : 627-1373 disponible sur LillOnum
  - Seconde partie : 1374-1401 disponible sur LillOnum
- La vie et l'œuvre de Jean Bellegambe, Lille : L. Quarré, 1890. Disponible en texte intégral sur LillOnum
- Fêtes et marches historiques en Belgique et dans le Nord de la France, Lille : L. Danel, 1893. Disponible en texte intégral sur LillOnum
- Notices descriptives sur les objets mobiliers conservés dans les établissements publics de l'arrondissement de Lille, Lille : impr. L. Danel, 1894. Disponible en texte intégral sur LillOnum
- Notices descriptives sur les monuments historiques conservés dans le département du Nord, Lille : L. Danel, 1894. Disponible en texte intégral sur LillOnum